# フランス・フェルハス
フランス・フェルハス（Frans Verhas、François Louis Verhasとも、1827年9月29日 - 1897年11月17日） は、ベルギーの画家である。きらびやかな室内調度や衣装の女性や子供を主に描いた作品で知られている。

## 略歴
オースト＝フランデレン州のデンデルモンデに生まれた。父親のフランス・エマニュエル・フェルハス(Frans Emmanuel Verhas)は画家で、デンデルモンデの美術学校で20年ほど教え、校長になった人物である。弟のヤン・フェルハス(Jan Verhas: 1834-1896)も画家になった。父親の教えている美術学校で学んだ後、アントウェルペン王立芸術学院でニケーズ・ド・ケイゼルらに学んだ。ニケーズ・ド・ケイゼルは当時のベルギーを代表するロマン主義の画家で、歴史画や人物画を得意としていた。
1867年からブリュッセル首都圏地域のスカールベークに住んだ。1870年代後半から1880年代に何度もパリを訪れ、裕福な文学者のアルセーヌ・ウーセイ(Arsène Houssaye: 1815-1896)と親しくなり、パリのウーセイの邸の装飾画を描いた。
弟のヤン・フェルハスと同様に、裕福な階層の女性や子供を描き、裕福な家庭の煌びやかな調度品のある室内を背景に作品も多い。1860年代に優美な女性の人物画を描いて人気の高かったベルギーの画家、アルフレッド・ステヴァンス(1823-1906)のスタイルに影響を受けた画家の一人で、ギュスターヴ・レオナール・ド・ヨンヘ(Gustave Léonard de Jonghe1829-1893)やシャルル・ボーニエ(Charles Baugniet: 1814-1886)といった画家たちとともに都会的な女性を題材の作品を描いた。

## 作品

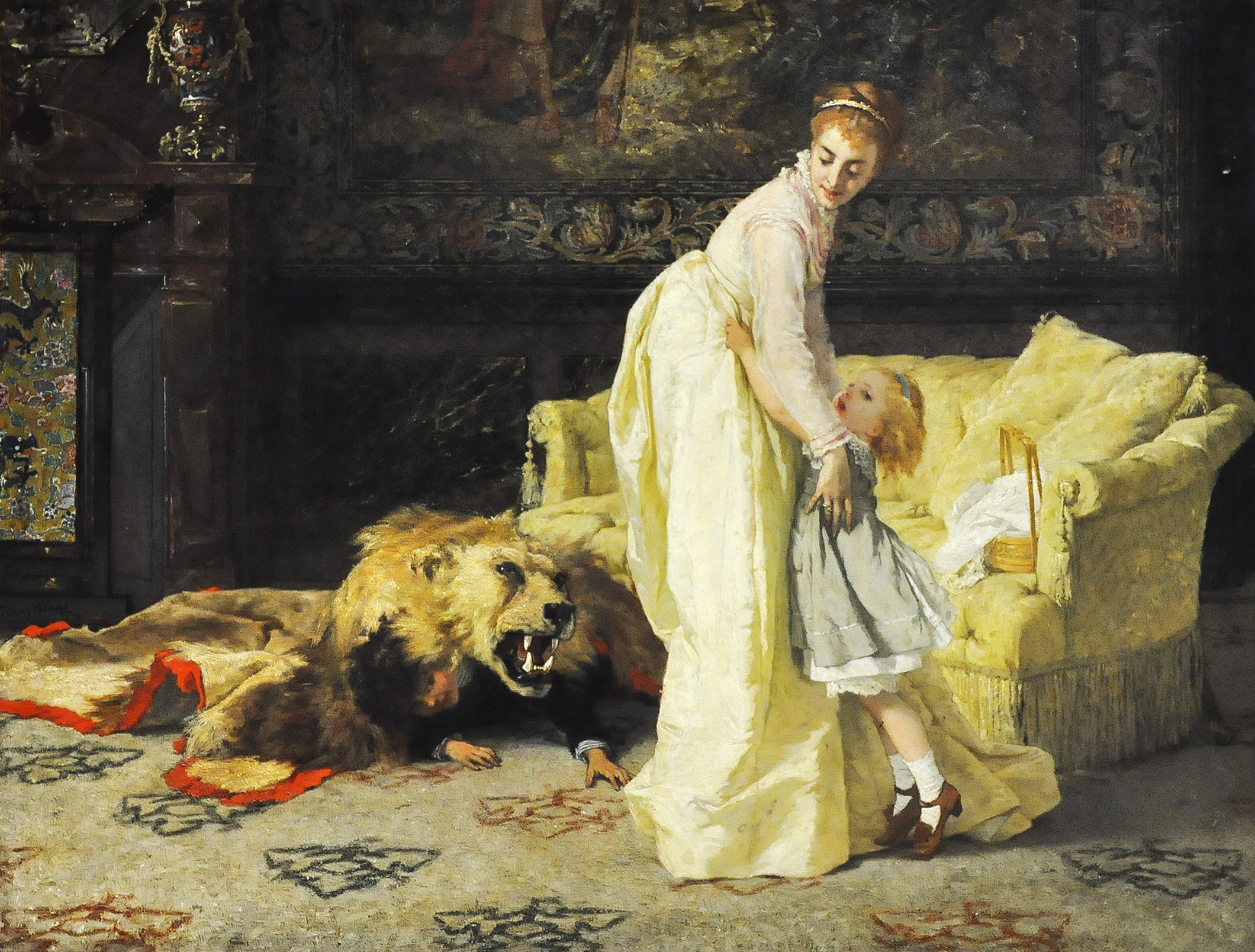
『ライオン』(1874) ヘント美術館蔵
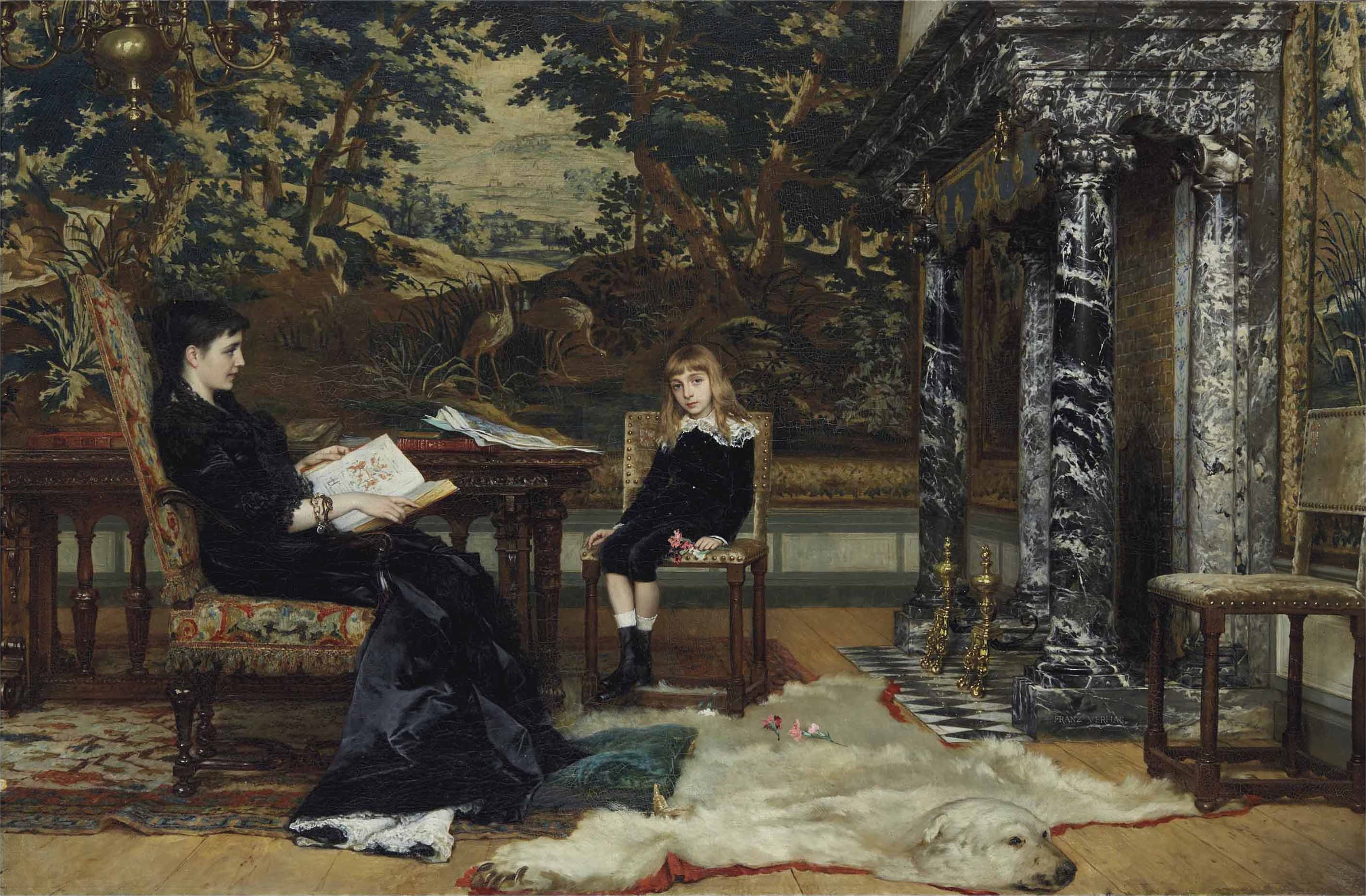
『居間での読書』
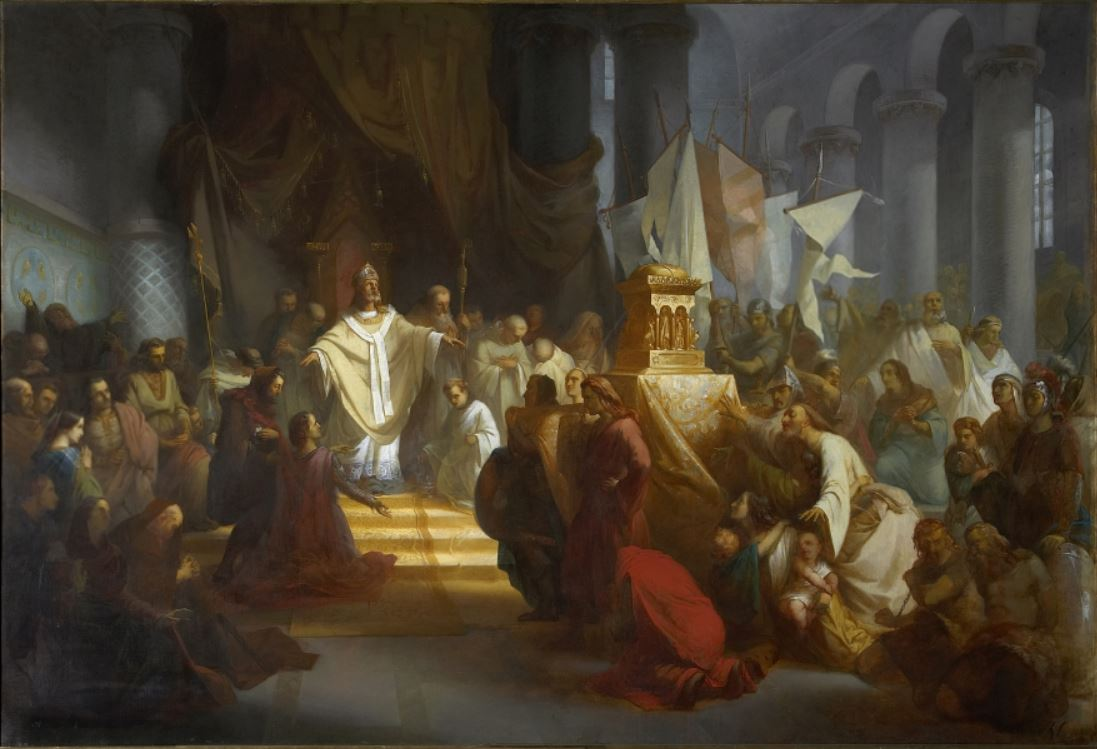
歴史画(1856)

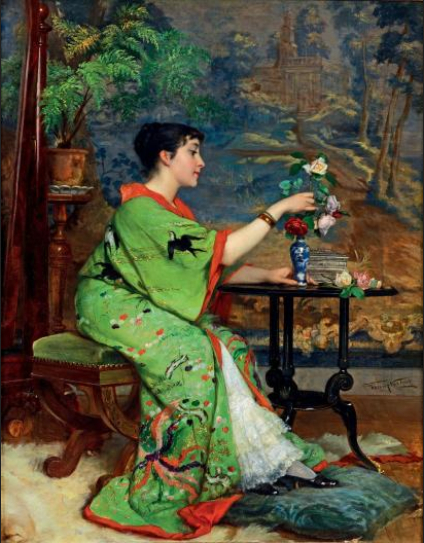
『着物を着て生け花をする夫人』個人蔵
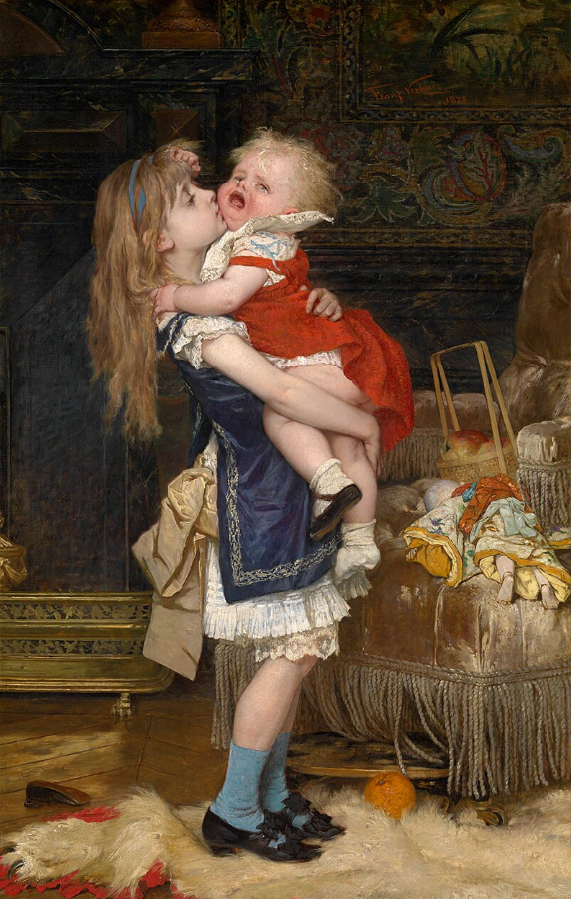
『泣き止まない幼児』(1878) アントワープ王立美術館蔵
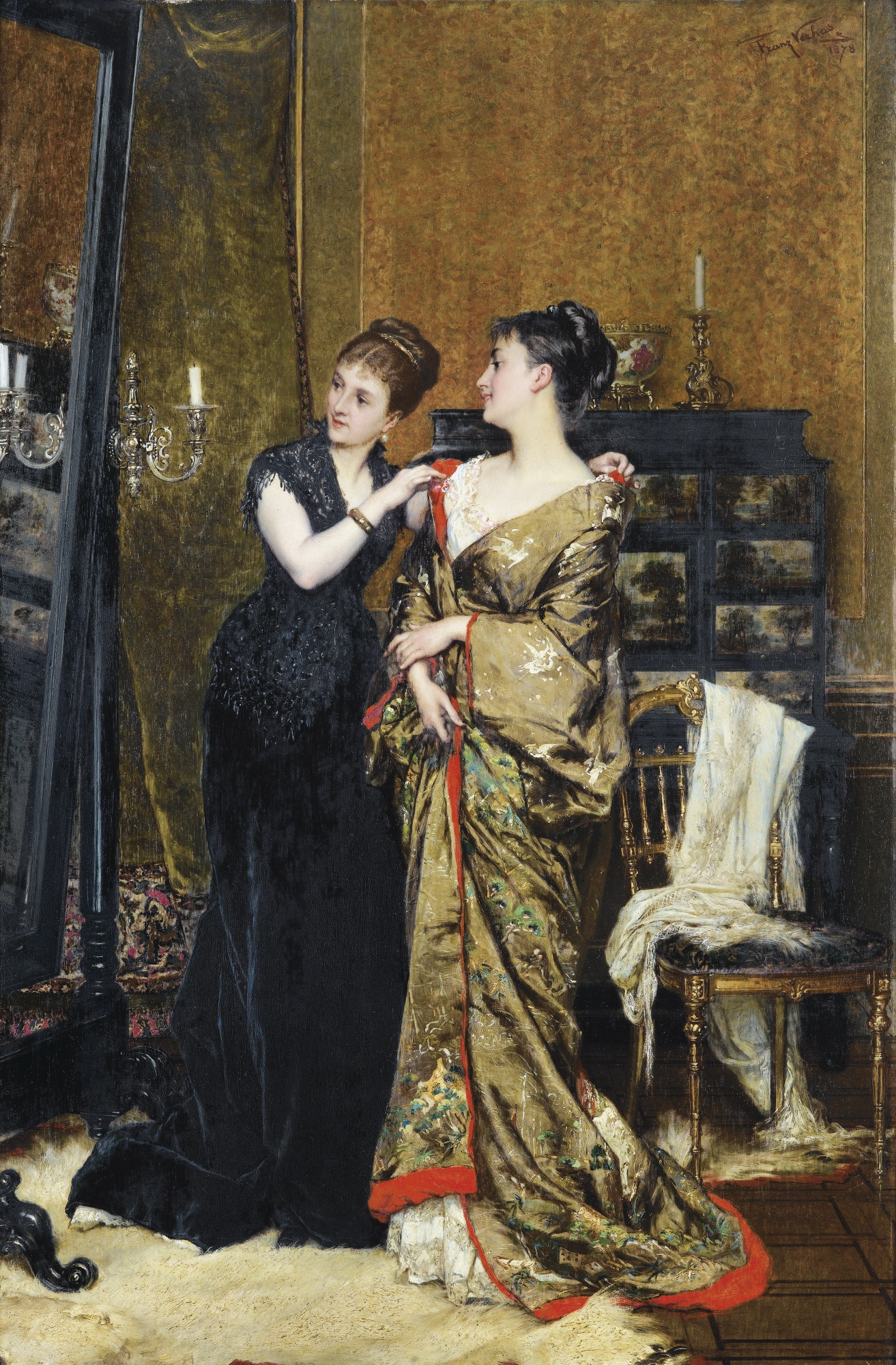
着物を着た若い女性　(1878)
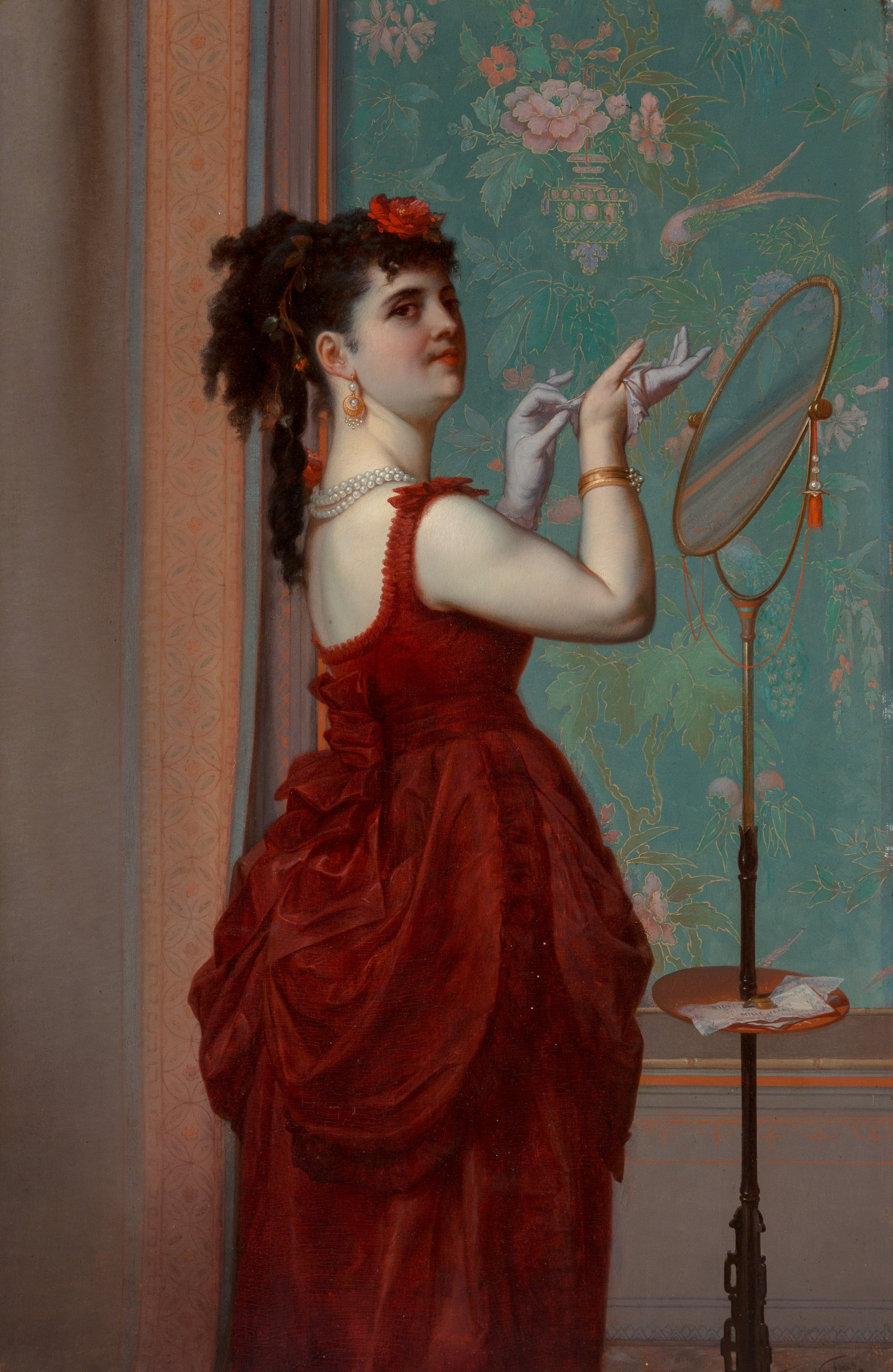
赤い服の婦人